# Make It with You (serie de televisión)
Make It with You es una serie de televisión filipina transmitida por ABS-CBN desde el 13 de enero hasta el 13 de marzo de 2020. Está protagonizada por Liza Soberano y Enrique Gil.

## Sinopsis
Esta es una historia sobre dos individuos diferentes que, a pesar de tener diferentes prioridades en la vida, se encontraron el uno al otro. Pero después de una serie de encuentros, tendrán que decidir si vale la pena elegir un amor.

## Elenco

### Elenco principal
- Enrique Gil como Gabriel "Gabo" Villarica
- Liza Soberano como Belinda "Billy" Dimagiba

### Elenco secundario
- Ian Veneracion como Ted Villarica
- Herbert Bautista como Toby Dimagiba[5]
- Pokwang como Marita Perez
- Eddie Gutiérrez como Agapito "Lolo Aga" Dimagiba
- Khalil Ramos como Stephen "Sputnik" Perez
- Katya Santos como Helen Catapang
- Fumiya Sankai como Yuta Araki
- Vangie Labalan como Lola Iling Dimagiba
- Katarina Rodríguez como Rio Isla
- Anthony Jennings como Ramboy Dimagiba
- Riva Quenery como Cassandra Dimagiba
- Jeremiah Lisbo como James
- Franki Russell como Ivana
- Glen Vargas como Apollo